# Kurzkopfwespen
Die Kurzkopfwespen (Vespula) sind eine Gattung aus der Familie der Faltenwespen (Vespidae). Sie umfasst mit der Gemeinen Wespe (Vespula vulgaris) und der Deutschen Wespe (Vespula germanica) wohl deren bekannteste Arten in Europa. Kurzkopfwespen zählen, neben den ähnlichen Langkopfwespen (Dolichovespula) und den Hornissen (Vespa), zu den Echten Wespen (Vespinae).

## Merkmale

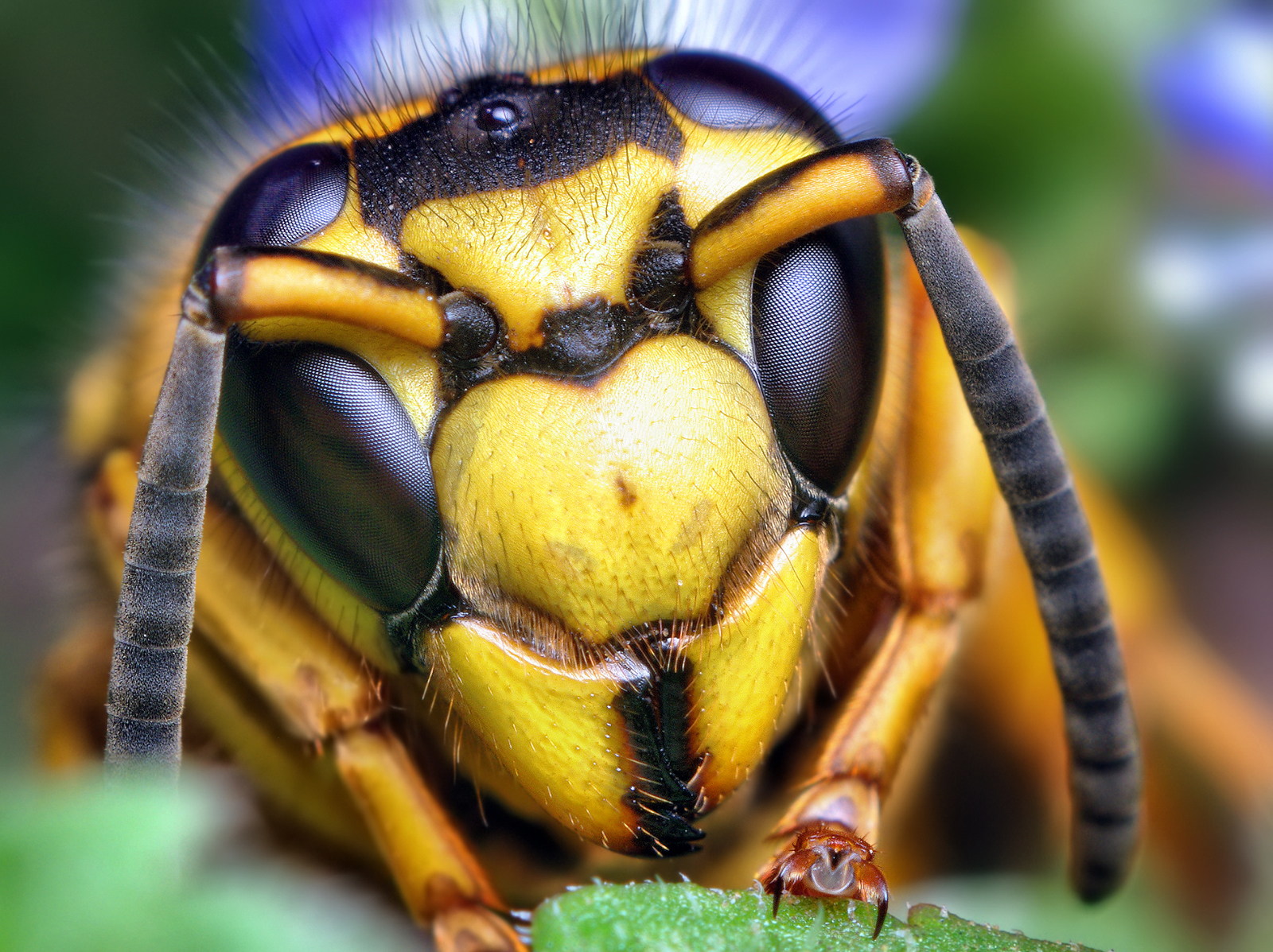
Kopfdetail von Vespula squamosa

Kurzkopfwespen unterscheiden sich von den ähnlichen Langkopfwespen (Dolichovespula) dadurch, dass der Abstand zwischen dem unteren Augenrand und dem Ansatz der Mandibeln gering ist. Die Mandibeln lenken somit unmittelbar unterhalb der Facettenaugen ein, wodurch die Wangen fast völlig fehlen.

## Arten und ihre Verbreitung
Weltweit sind 26 Arten bekannt, die hauptsächlich in der Holarktis und Orientalis verbreitet sind, davon kommen 4 Arten in Europa vor.
Europa
- Österreichische Kuckuckswespe (Vespula austriaca (Panzer, 1799))
- Deutsche Wespe (Vespula germanica (Fabricius, 1793))
- Rote Wespe (Vespula rufa (Linnaeus, 1758)) (syn. V. yichunensis[2] Lee, 1986 & V. yulongensis[6] Dong, 2002)
- Gemeine Wespe (Vespula vulgaris (Linnaeus, 1758)) (syn. V. rufosignata[3] Eck, 1998)

Nordamerika
- Vespula acadica (Sladen, 1918) – südliche USA bis Alaska und Kanada
- Vespula alascensis (Packard, 1870) – südliche USA bis Alaska und Kanada
- Vespula atropilosa (Sladen, 1918) – überwiegend Westhälfte Nordamerikas
- Vespula consobrina (de Saussure, 1854) – südliche USA bis Alaska und Kanada
- Vespula flavopilosa Jakobson, 1978 – östliches und vor allem nordöstliches Nordamerika
- Vespula inexspectata Eck, 1991 – Mexiko
- Vespula infernalis (de Saussure) Kimsey & Carpenter, 2012[5] – westliches und nördliches, vor allem nordwestliches Nordamerika
- Vespula intermedia (du Buysson, 1904)[5] – Alaska und Osthälfte Nordamerikas
- Vespula maculifrons (du Buysson, 1905) – Osthälfte Nordamerikas
- Vespula pensylvanica (de Saussure, 1857) – Westhälfte Nordamerika
- Vespula squamosa (Drury, 1770) – Osthälfte Nordamerikas bis Mittelamerika
- Vespula sulphurea (de Saussure, 1854) – überwiegend Kalifornien
- Vespula vidua (de Saussure, 1854) – Osthälfte Nordamerikas

Asien
- Vespula arisana (Sonan, 1929) – China, Taiwan
- Vespula flaviceps (Smith, 1870) (syn. V. karenkona[8] Sonan, 1929 & V. yunlongensis[6] Dong, Wang, 2003) – Nordwestindien bis südöstliches China und südöstliches Russland
- Vespula ingrica Birula, 1931 – aktuelle Verbreitung unbekannt
- Vespula kingdonwardi Archer, 1981 – Tibet (Zentralasien)
- Vespula koreensis (Radoszkowski, 1887) – vor allem Korea, aber auch China und Russland
- Vespula nursei Archer, 1981 – westliche Himalaya-Region
- Vespula orbata (du Buysson, 1902) (syn. V. nujiangensis[4] Dong, Wang, 2004) – östliche Himalaya-Region bis Südchina
- Vespula shidai Ish., Yam., Wagn., 1980 – Japan, Korea und Russland
- Vespula structor (Smith, 1870) (mglw. syn. V. gongshanensis[9] Dong, 2005) – Himalaya-Region und China